# 南大西洋環流
大西洋的南赤道洋流流至南美洲巴西沿岸時,受到東北部一尖端的聖洛克岬(Cape Sao Rogue)阻礙,分為兩支,北支水流越過赤道,流入墨西哥灣;南支水流沿南美洲沿岸而下,稱為巴西洋流。巴西洋流雖為一暖流,但流勢較弱,隨後併入西风漂流。另外,在南美洲東岸南部有一寒流,是來自越過合恩角而來的西風飄流,稱為福克蘭洋流(Falkland Current),與巴西洋流在阿根廷沿岸交會,轉向東流碰到非洲大陸的南端,一部分水流北轉沿南非西岸北流,稱為本格拉寒流(Benguela Current),屬寒流性質,最後併入南赤道洋流。